# Chambre d'hôtel (Hopper)
Pour les articles homonymes, voir Chambre d'hôtel.
Chambre d'hôtel – en anglais Hotel Room – est un tableau réalisé par le peintre américain Edward Hopper en 1931. Cette huile sur toile représente une femme en lingerie tenant un gros livre ouvert sur ses genoux, assise sur le bord d'un lit dans une chambre d'hôtel. Le fond de cette dernière est encombré par des bagages, quelques vêtements sur un fauteuil vert, devant une fenêtre au store jaune un peu relevé, révélant une nuit noire. L'œuvre est conservée au musée Thyssen-Bornemisza, à Madrid, en Espagne.

## Commentaires du peintre
Dans sa transcription des carnets détaillés de son mari, Jo Hopper indique pour le feuillet 80 consacré à ce tableau (note qu'il rédige accompagnée de croquis bien après avoir réalisé le tableau, pour s'en souvenir avant qu'il ne quitte l'atelier) : « 25 avril 1931. Peint en  atelier, à New York. Grande femme brune, vêtue d'un haut rose et lisant un indicateur de chemin de fer (de couleur jaune). Nuit dehors, lumière zénithale… » suivent le détail des objets, des couleurs utilisées (vert, jaune, rose, noir) et pour certains leur matière  plus que de leur teinte picturale : « lit et commode en chêne brun (imitation acajou)... mur très blanc, couverture lavande... ton gris-bleu assourdi pour la zone ombrée à l'extrême gauche » révélant ses intentions pendant la réalisation et le besoin d'un  souvenir documenté.